# Polígono industrial de Silvota
Polígono industrial de Silvota es un parque industrial que se encuentra en la localidad de Silvota, en la parroquia de Lugo del municipio asturiano de Llanera, España.
Tiene una superficie bruta de 1.302.791 m², de la que resultan 953.315 m² de parcelas industriales.

## Historia
Desde 1959 el Estado había fomentado la implantación industrial en zonas determinadas a través de la Gerencia de Urbanización del Ministerio de Vivienda. El Polígono industrial de Silvota fue creado en 1963, dentro del Segundo Programa (1960-1964) de la Gerencia de Urbanización para ofrecer suelos para usos industriales. La Gerencia, en 1972, cambió su nombre por el de Instituto Nacional de Urbanización (INUR), y en 1981 fue sustituido, mediante el Real Decreto 2640/1981, por la Sociedad Estatal de Promoción y Equipamiento de Suelo (SEPES).
Proyectado con casi 600 hectáreas de superficie, las obras de urbanización comenzaron en 1972 y se dividieron en tres fases. En la primera se creó el polígono actual, con una superficie total de 139 hectáreas. En la segunda fase se utilizaron parte de las más de 400 hectáreas restantes en la creación de Mercasturias y el Parque Tecnológico de Asturias, y en la tercera se acometió la construcción de la Estación Intermodal de Renfe (tren+bus desde la estación de Lugo de Llanera).
La titularidad del polígono de Silvota es estatal, por lo que el Ayuntamiento de Llanera, donde está situado, no se hace cargo de las necesidades de una superficie industrial que consideran competencia del gobierno central. Esto conlleva que sea la Asociación de Empresarios del Polígono de Silvota (ASEMPOSIL), fundada en 1985, la que se haga cargo de temas tan importantes para un área industrial como la seguridad o la limpieza.